# Gulbandat ordensfly
Gulbandat ordensfly (Catocala fulminea) är en fjärilsart som först beskrevs av Giovanni Antonio Scopoli 1763.  Gulbandat ordensfly ingår i släktet Catocala, och familjen nattflyn. Arten förekommer tillfälligt i Sverige, men reproducerar sig inte.

## Bildgalleri

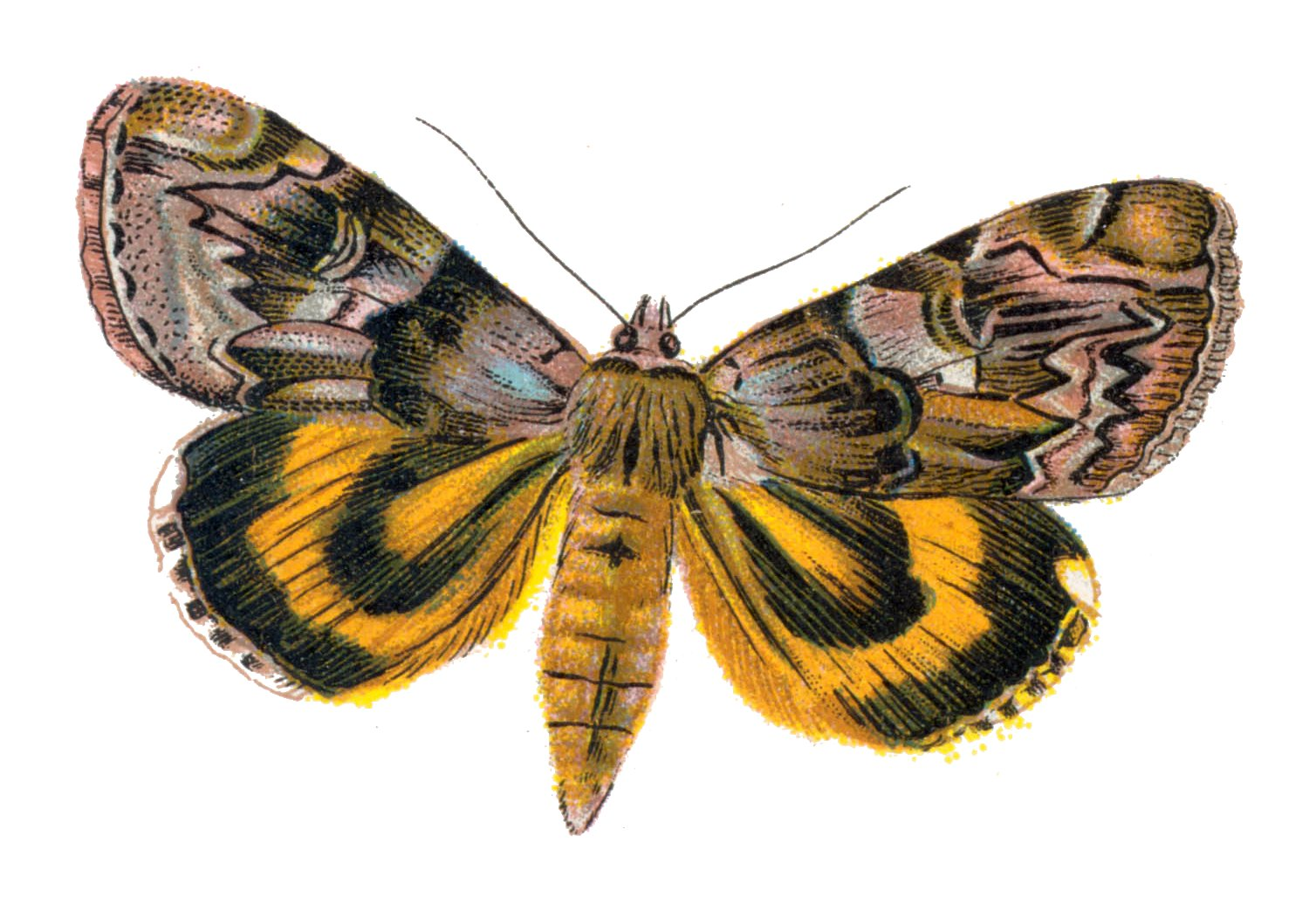